# Assunção Cristas
Maria de Assunção Oliveira Cristas Machado da Graça (Luanda, 28 de setembro de 1974) é uma jurista, professora e política portuguesa. Foi Ministra da Agricultura, Mar, Ambiente e Ordenamento do Território entre 2011 e 2013 e Ministra da Agricultura e do Mar de Portugal entre 2011 e 2015. Foi também Presidente do CDS-PP, cargo que desempenhou desde 13 de março de 2016 até 26 de Janeiro de 2020.

## Biografia
Nasceu em Angola, na cidade de Luanda, a 28 de setembro de 1974. Foi com a família para Portugal em 1975.
Licenciou-se em Direito na Faculdade de Direito da Universidade de Lisboa, em 1997, onde foi aluna de Marcelo Rebelo de Sousa.
É casada com Tiago Pereira dos Reis Machado da Graça e mãe de quatro filhos, e afirma ser católica praticante.
Em Janeiro de 2013 tornou-se a primeira mulher em Portugal a estar grávida enquanto ministra.

## Percurso

### Profissional
Terminada a licenciatura em Direito, Assunção Cristas realizou o estágio de advocacia e foi admitida em 1999 na Ordem dos Advogados.
Paralelamente, foi assistente da Faculdade de Direito da Universidade de Lisboa, entre 1997 e 1999, onde já era monitora, desde 1995.
Foi assessora da Ministra da Justiça do XV Governo Constitucional, Celeste Cardona, em 2002, assumindo nesse mesmo ano a direção do Gabinete de Política Legislativa e Planeamento, até 2005.
Em 2004 tornou-se professora convidada na Faculdade de Direito da Universidade Nova de Lisboa, onde apresentou a dissertação de doutoramento em Direito Privado, Transmissão contratual do direito de crédito. Do carácter real do direito de crédito. Prosseguiu a sua carreira como professora auxiliar, em 2005, e professora associada, em 2009.
Como assistente convidada, também lecionou no Instituto Superior de Ciências Policiais e Segurança Interna (ISCPSI).
Entre 2009 e 2011, foi consultora jurídica na sociedade de advogados Morais Leitão, Galvão Teles, Soares da Silva e Associados.
Após abandonar a vida política, retomou, em 2020, a carreira académica, através da coordenação do Mestrado em Direito e Economia do Mar – A Governação do Mar da Universidade Nova de Lisboa e da direção do NOVA Ocean, centro de investigação da temática do mar. Foi recrutada, em janeiro de 2022, pela sociedade de advogados Vieira de Almeida para liderar uma equipa transversal no apoio especializado na área de Ambiente e para coordenar a Plataforma de Serviços Integrados ESG.

### Político
Aderiu ao CDS - Partido Popular em 2007, depois de uma participação no programa da RTP1 Prós e Contras, sobre o aborto. A sua representação em defesa do não, no referendo que se iria realizar, chamou a atenção dos centristas e levou Paulo Portas a convidá-la a ingressar no partido.
Dois anos depois, em 2009, encabeçou a lista desse partido no Círculo de Leiria, às legislativas desse ano e, dois anos depois, na sequência da demissão de José Sócrates, voltou a encabeçar a lista do CDS-PP em Leiria nas legislativas de 2011. Das duas vezes foi eleita deputada à Assembleia da República. Não chegaria a exercer o mandato na legislatura iniciada em 2011 em virtude do seu ingresso no governo de Pedro Passos Coelho, formado por coligação entre o PSD e o CDS-PP.
Em Junho de 2011 integrou a equipa do CDS-PP nas negociações com o PSD com vista à formação de uma coligação de incidência parlamentar que permitiu a formação do XIX Governo Constitucional. Cristas viria a integrar esse governo como Ministra da Agricultura, do Mar, do Ambiente e do Ordenamento do Território em 21 de junho de 2011, passando a tutelar dois ministérios que estavam separados no anterior governo.
A 2 de Julho de 2013, o Ministro de Estado e dos Negócios Estrangeiros, Paulo Portas, entregou uma carta de demissão, e no mesmo dia, foi anunciado que Cristas e Pedro Mota Soares, os outros dois ministros do CDS-PP, entregariam as suas respectivas cartas de demissão, o que não veio a acontecer. A 24 de julho de 2013, tomou posse como Ministra da Agricultura e Mar, perdendo as pastas do Ambiente e do Ordenamento do Território para Jorge Moreira da Silva. Foi novamente empossada como ministra da Agricultura e do Mar do XX Governo Constitucional a 30 de outubro de 2015, que durou até ao mês de novembro seguinte.
Criou alguma polémica no seu mandato ao divulgar um despacho que dispensava os funcionários do Ministério de usar gravatas . Protagonizou outras decisões polémicas, como a extinção da empresa Parque Expo, gestora do Parque das Nações.
Na sequência do anúncio de não recandidatura de Paulo Portas, a 28 de dezembro de 2015, assumiu-se como candidata à Presidência do CDS-PP a 14 de janeiro de 2016, depois da desistência dos possíveis candidatos João Pinho de Almeida e Pedro Mota Soares e, especialmente, depois de ter feito um pacto com Nuno Melo, em que este abdicaria de concorrer à liderança do partido no congresso marcado para 12 e 13 de março, tendo sido eleita com 95% dos votos.
Anunciou, a 10 de setembro de 2016, que era candidata à Câmara de Lisboa nas eleições autárquicas de 2017, sendo que conseguiu o melhor resultado de sempre do CDS-PP (em coligação com o MPT e o PPM) nas eleições à Câmara Municipal de Lisboa, com 20,57% dos votos. Na sequência desses resultados, foram eleitos quatro vereadores das listas da coligação "Nossa Lisboa".
Foi reeleita presidente do CDS-PP no congresso de 10 e 11 de março de 2018, em Lamego, com 89,2% dos votos.
Demitiu-se da liderança do CDS após o resultado desastroso nas eleições legislativas de 6 de Outubro de 2019, eleições essas em que o CDS conseguiu apenas 4,2% dos votos, tendo a sua representação parlamentar reduzida de 18 deputados para 5. Foi o pior resultado de sempre do CDS em eleições legislativas.
A 26 de janeiro de 2020, Francisco Rodrigues dos Santos sucedeu-lhe no cargo de Presidente do CDS. No dia seguinte, renunciou ao mandato de deputada, mantendo-se como vereadora da Câmara Municipal de Lisboa até ao final do mandato, em outubro de 2021.

## Resultados eleitorais

### Eleições legislativas
| Data | Partido     | Partido | Circulo eleitoral | Posição     | Cl.    | Votos        | %             | +/-    | Status | Notas                                                                                         |
| ---- | ----------- | ------- | ----------------- | ----------- | ------ | ------------ | ------------- | ------ | ------ | --------------------------------------------------------------------------------------------- |
| 2009 |             | CDS-PP  | Leiria            | 1.º (em 10) | 3.º    | 31 260       | 12,6 / 100,00 |        | Eleita |                                                                                               |
| 2011 | 1.º (em 10) | CDS-PP  | Leiria            | 3.º         | 31 819 | 12,8 / 100,0 | 0,2           | Eleita |        |                                                                                               |
| 2015 |             | PàF     | Leiria            | 4.º (em 10) | 1.º    | 115 453      | 48,4 / 100,0  |        | Eleita |                                                                                               |
| 2019 |             | CDS-PP  | Lisboa            | 1.º (em 48) | 5.º    | 48 502       | 4,4 / 100,0   |        | Eleita | Presidente do CDS – Partido Popular (2016-2020) Renunciou ao mandato a 27 de janeiro de 2020. |

### Eleições autárquicas

#### Câmara Municipal
| Data | Partido | Partido     | Concelho | Posição    | Cl. | Votos  | %            | Status | Notas                                            |
| ---- | ------- | ----------- | -------- | ---------- | --- | ------ | ------------ | ------ | ------------------------------------------------ |
| 2017 |         | CDS-MPT-PPM | Lisboa   | 1º (em 17) | 2.º | 51 984 | 20,6 / 100,0 | Eleito | Líder da Oposição da Câmara Municipal de Lisboa. |